# Tin Machine (álbum)
Tin Machine es el álbum debut de la banda de hard rock anglo-americana Tin Machine. Fue lanzado originalmente en mayo de 1989, bajo el sello de EMI. La banda fue la última aventura de David Bowie, inspirada en sesiones con el guitarrista Reeves Gabrels. El baterista Hunt Sales y el bajista Tony Fox Sales formaron el resto de la banda, con el "quinto miembro" Kevin Armstrong proporcionando guitarra rítmica y órgano Hammond. 
El proyecto fue pensado como un álbum de regreso a lo básico de Bowie, con un sonido de hard rock y una producción simple, al contrario de sus dos álbumes en solitario. A diferencia de las bandas de Bowie anteriores (como las Spiders from Mars), Tin Machine actuó como una unidad democrática.

## Desarrollo
La banda preparó algunos demos en Los Ángeles antes de mudarse a Mountain Studios en Suiza y luego a Montreal y finalmente a Nassau. La banda no tuvo mucha suerte grabando en Nassau, encontrando gran dificultad en grabar en medio de "cocaína, pobreza y crack", que en parte inspiró la canción del álbum "Crack City". Bowie también utilizó su propia experiencia con la cocaína de mediados de los 70 como inspiración para la canción. Las canciones del álbum tienden a hablar sobre temas como las drogas y la decadencia urbana. Todas las canciones fueron un esfuerzo grupal, y la banda grabó 35 canciones en solo seis semanas. En 2017, Gabrels dijo que el álbum "podría haber sido un álbum doble" dada la cantidad de material grabado (pero no lanzado) por la banda durante este período.
La primera canción que la banda escribió y grabó fue "Heaven's in Here", que escribieron desde cero y grabaron en sus primeras 30 horas juntas. Luego siguieron grabando una versión de "Working Class Hero" de John Lennon (una de las canciones de Lennon favoritas de Bowie) y "If There Is Something" de Roxy Music, aunque esta última no aparecería hasta el segundo álbum de Tin Machine en 1991.
Las canciones del álbum se grabaron sin editar y en vivo sin sobre-grabaciones para capturar la energía de la banda. La banda instó a Bowie a que evite reescribir sus letras: "Estaban allí todo el tiempo diciendo: 'No te preocupes', cántalo como lo escribiste. Déjala como está. Lo he hecho y con frecuencia me censuro en términos de letras. Digo una cosa y luego pienso: 'Ah, tal vez me limité un poco". Explicó: "Queríamos salir de la 'caja' con energía, la energía que sentimos cuando estábamos escribiendo y tocando. Hay muy, muy poco sobre-grabado en el álbum. Para nosotros es nuestro sonido en vivo". No se hicieron demos para el álbum; Gabrels dijo: "Básicamente, el álbum es el demo". 
Bowie disfrutó haciendo el álbum diciendo: "Estoy tan entusiasmado con esto que quiero ir y comenzar a grabar el próximo álbum mañana". Estilísticamente, sintió que el álbum era una continuación de Scary Monsters: "Es casi desdeñoso con los últimos tres álbumes que he hecho. Volviendo a las andadas, se podría decir".

Gabrels más tarde describiría las canciones del álbum como la banda "gritando al mundo", y Tony Sales, bajista de la banda, describió el enfoque de la banda a la música que crearon diciendo:
Estábamos tan cansados de encender la radio y escuchar música disco o música de baile y baterías electrónicas; todas esas cosas, que creo que en el negocio la llaman "mierda". Solo estábamos pensando en hacer un proyecto que pusiera fin al rock 'n' roll.
Cuando la banda terminó el álbum, Bowie estaba seguro de que la banda continuaría. Dijo: "Habrá al menos otros dos álbumes. Oh, sí, esto durará un tiempo. Mientras todos disfrutemos tocando juntos, ¿por qué no?"

## Actuaciones en vivo
La banda tocó en varios shows para apoyar al álbum, llamada de manera informal "Tin Machine Tour" a mediados de 1989.

## Recepción y crítica
En el momento del lanzamiento, Tin Machine obtuvo cierto éxito, ganó críticas generalmente positivas y alcanzó el número 3 en el UK Albums Chart. Las ventas a corto plazo del álbum se estimaron entre 200,000 y 1,000,000 copias en unos pocos años. A finales de 2012, el catálogo completo de álbumes de Tin Machine había vendido aproximadamente 2 millones de copias. 
La revista Spin llamó al álbum "rock ruidoso sin ruido. Agresivo, directo, brutal y con estilo simple, combina la energía del rock vanguardista con el tradicional golpe rítmico de R&B", resumiendo el álbum llamándolo "diversión incendiara" y señalando que "los hermanos Sales y Gabrels ciertamente igualan y con frecuencia superan a Bowie". La revista Rolling Stone elogió al álbum como "cínico, indignado y ácido" abordando a su música como una "gran fiesta de extravagantes guitarras furiosas remarcadas por un bombo", señalando que a veces suena como Sonic Youth encontrándose con Station to Station. Una reseña de la compañía McClatchy llamó a la banda "una fina y malvada máquina de rock 'n' roll", que mostró que "Bowie ha vuelto", y continúa diciendo que este es su álbum más vigorizante desde Scary Monsters de 1980.
Cuando se le preguntó en una entrevista cuáles serían las principales críticas al disco, Bowie admitió que el álbum podría ser "no accesible" para los fanáticos. "Supongo que no es tan obviamente melódico como uno pensaría que probablemente sería [para un álbum de Bowie]".

## Lista de canciones

### LP
Lado A

| N.º | Título             | Escritor(es)                                      | Duración |  |
| 1.  | «Heaven's in Here» | David Bowie                                       | 6:01     |  |
| 2.  | «Tin Machine»      | Bowie, Reeves Gabrels, Hunt Sales, Tony Fox Sales | 3:34     |  |
| 3.  | «Prisoner of Love» | Bowie, Gabrels, H. Sales, T. Sales                | 4:50     |  |
| 4.  | «Crack City»       | Bowie                                             | 4:36     |  |
| 5.  | «I Can't Read»     | Bowie, Gabrels                                    | 4:54     |  |
| 6.  | «Under the God»    | Bowie                                             | 4:06     |  |

Lado B

| N.º | Título               | Escritor(es)              | Duración |  |
| 7.  | «Amazing»            | Bowie, Gabrels            | 3:06     |  |
| 8.  | «Working Class Hero» | John Lennon               | 4:38     |  |
| 9.  | «Bus Stop»           | Bowie, Gabrels            | 1:41     |  |
| 10. | «Pretty Thing»       | Bowie                     | 4:39     |  |
| 11. | «Video Crime»        | Bowie, H. Sales, T. Sales | 3:52     |  |
| 12. | «Baby Can Dance»     | Bowie                     | 4:57     |  |

### CD
El lanzamiento en CD del álbum contenía dos canciones no disponibles en el lanzamiento en vinilo: "Run" y "Sacrifice Yourself".

| N.º | Título                                           | Duración |  |
| 1.  | «Heaven's in Here»                               | 6:01     |  |
| 2.  | «Tin Machine»                                    | 3:34     |  |
| 3.  | «Prisoner of Love»                               | 4:50     |  |
| 4.  | «Crack City»                                     | 4:36     |  |
| 5.  | «I Can't Read»                                   | 4:54     |  |
| 6.  | «Under the God»                                  | 4:06     |  |
| 7.  | «Amazing»                                        | 3:06     |  |
| 8.  | «Working Class Hero»                             | 4:38     |  |
| 9.  | «Bus Stop»                                       | 1:41     |  |
| 10. | «Pretty Thing»                                   | 4:39     |  |
| 11. | «Video Crime»                                    | 3:52     |  |
| 12. | «Run» (Kevin Armstrong, Bowie)                   | 3:20     |  |
| 13. | «Sacrifice Yourself» (Bowie, H. Sales, T. Sales) | 2:08     |  |
| 14. | «Baby Can Dance»                                 | 4:57     |  |

La reedición del álbum de Virgin Records en 1995 incluyó una versión en vivo de estilo country de "Bus Stop" grabada en París en la gira mundial de la banda en 1989.
Reediciones posteriores han estado en línea con el resto del catálogo de Bowie, y el lomo del álbum, así como el disco, de la reedición de 1999 acreditan al artista como David Bowie, con Tin Machine como título del álbum.

## Personal

#### Tin Machine
- David Bowie – voz; guitarra rítmica
- Reeves Gabrels – guitarra líder
- Tony Fox Sales – bajo, coros
- Hunt Sales – batería, coros
- Kevin Armstrong – guitarra rítmica, órgano Hammond

#### Producción
- Tin Machine – productores
- Tim Palmer – productor

- Datos: Q1755446